# العلاقات السورية الغرينادية
العلاقات السورية الغرينادية هي العلاقات الثنائية التي تجمع بين سوريا وغرينادا.

## مقارنة بين البلدين
هذه مقارنة عامة ومرجعية للدولتين:
| وجه المقارنة                                              | سوريا                    | غرينادا                                             |
| --------------------------------------------------------- | ------------------------ | --------------------------------------------------- |
| المساحة (كم2)                                             | 185.18 ألف               | 348                                                 |
| عدد السكان (نسمة)                                         | 18.27 مليون              | 107.83 ألف                                          |
| الكثافة السكانية (ن./كم²)                                 | 98.66                    | 30.99 ألف                                           |
| العاصمة                                                   | دمشق                     | سانت جورجز                                          |
| اللغة الرسمية                                             | اللغة العربية            | اللغة الإنجليزية، لغة غرينادا الكريولية الإنجليزية ‏ |
| العملة                                                    | ليرة سورية               | دولار شرق الكاريبي                                  |
| الناتج المحلي الإجمالي (بليون دولار)                      | 60.20 مليار              | 1.12 مليار                                          |
| الناتج المحلي الإجمالي (تعادل القوة الشرائية) بليون دولار |                          | 1.45 مليار                                          |
| الناتج المحلي الإجمالي الاسمي للفرد دولار أمريكي          |                          | 9.21 ألف                                            |
| الناتج المحلي الإجمالي للفرد دولار أمريكي                 |                          | 12.43 ألف                                           |
| مؤشر التنمية البشرية                                      | 0.594                    | 0.750                                               |
| رمز المكالمات الدولي                                      | +963                     | +1473                                               |
| رمز الإنترنت                                              | .sy                      | .gd                                                 |
| المنطقة الزمنية                                           | ت ع م+02:00، ت ع م+03:00 | 00                                                  |

## منظمات دولية مشتركة
يشترك البلدان في عضوية مجموعة من المنظمات الدولية، منها:
| علم المنظمة | اسم المنظمة                               | تاريخ انضمام سوريا | تاريخ انضمام غرينادا |
| ----------- | ----------------------------------------- | ------------------ | -------------------- |
|             | الاتحاد البريدي العالمي                   | ?                  | ?                    |
|             | يونسكو                                    | 16 نوفمبر 1946     | 17 فبراير 1975       |
|             | البنك الدولي للإنشاء والتعمير             | 10 أبريل 1947      | 27 أغسطس 1975        |
|             | وكالة ضمان الاستثمار متعدد الأطراف        | 14 مايو 2002       | 12 أبريل 1988        |
|             | الاتحاد الدولي للاتصالات                  | 12 يناير 1924      | 17 نوفمبر 1981       |
|             | منظمة الشرطة الجنائية الدولية             | ?                  | ?                    |
|             | مؤسسة التمويل الدولية                     | 28 يونيو 1962      | 28 أغسطس 1975        |
|             | الأمم المتحدة                             | 24 أكتوبر 1945     | 17 سبتمبر 1974       |
|             | مؤسسة التنمية الدولية                     | 28 يونيو 1962      | 28 أغسطس 1975        |
|             | منظمة حظر الأسلحة الكيميائية              | ?                  | ?                    |
|             | المركز الدولي لتسوية المنازعات الاستشارية | 24 فبراير 2006     | 23 يونيو 1991        |